# Aconitum hosteanum
Aconitum hosteanum är en ranunkelväxtart som beskrevs av Philipp Johann Ferdinand Schur. Aconitum hosteanum ingår i släktet stormhattar, och familjen ranunkelväxter. Inga underarter finns listade i Catalogue of Life.